# Szkoła Podstawowa nr 22 im. Juliusza Słowackiego w Katowicach
Szkoła Podstawowa nr 22 im. Juliusza Słowackiego w Katowicach – publiczna szkoła podstawowa w Katowicach, znajdująca się na obszarze dzielnicy Załęże, funkcjonująca od 1904 roku.

## Historia

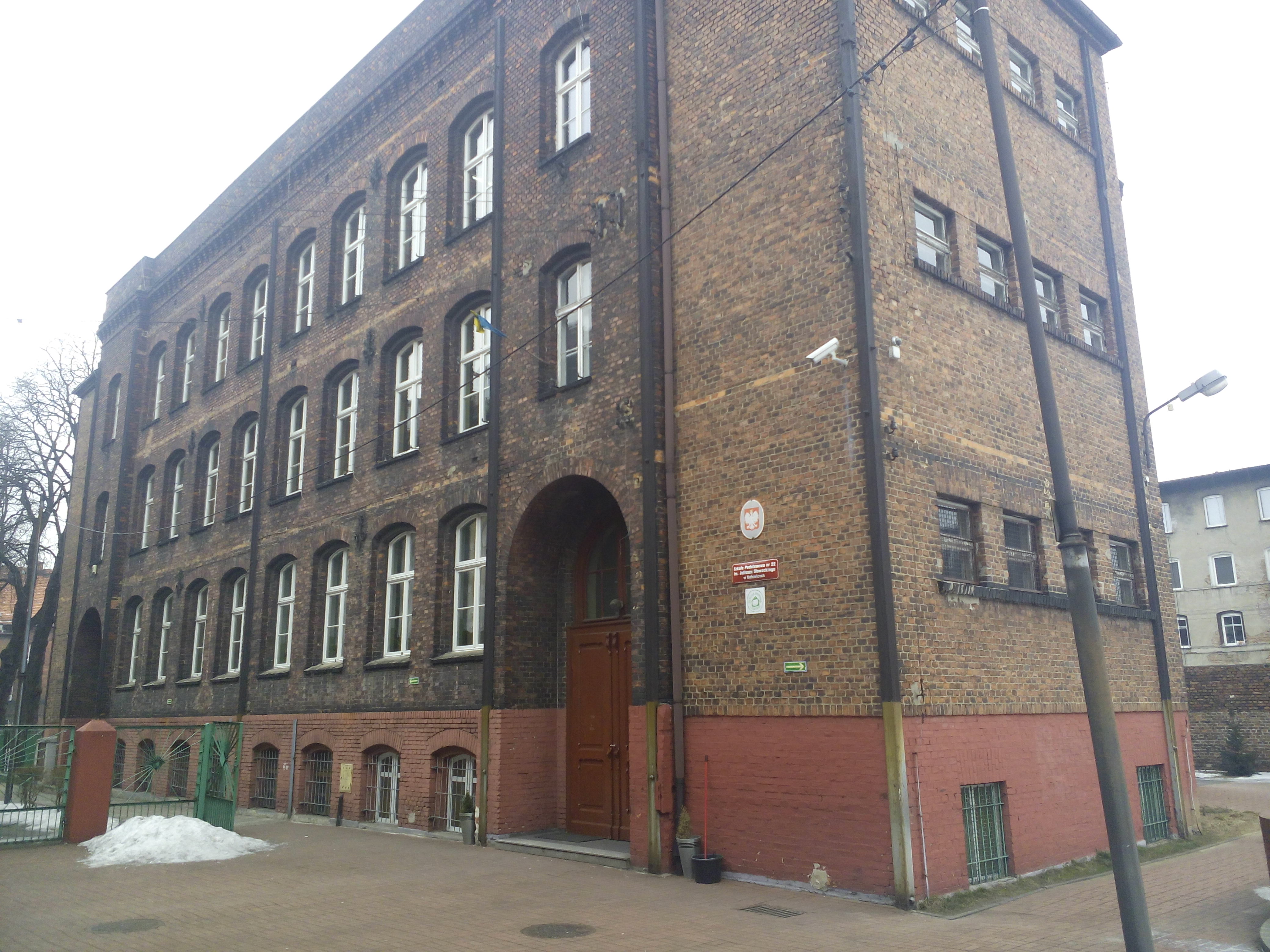
Budynek szkoły w 2017 roku

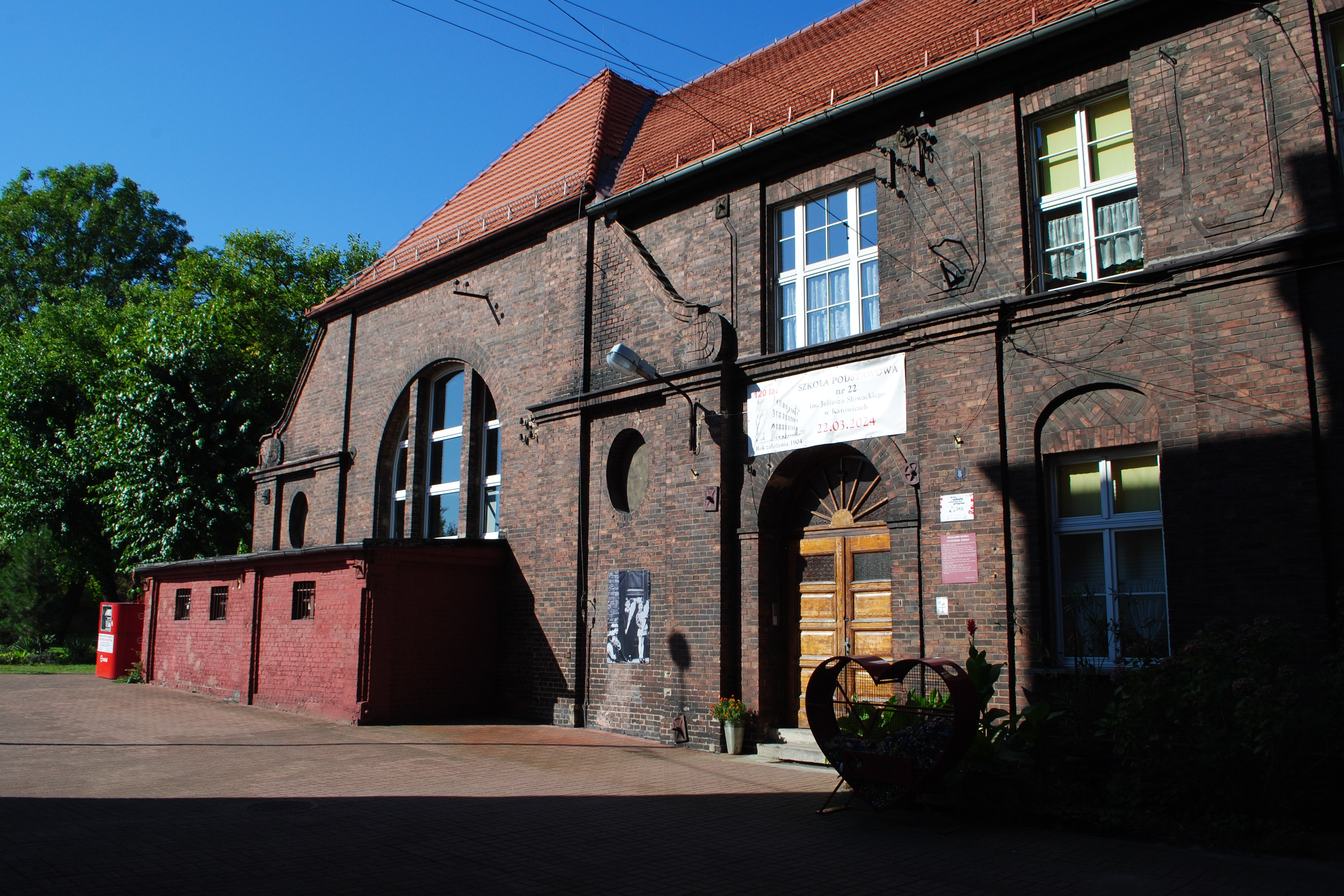
Sala gimnastyczna (2024)

W 1903 roku na polu Anieli Langner i Wiktora Baranka rozpoczęto budowę trzeciej szkoły w Załężu. Rok później gmach szkoły nr 3 został oddany do użytku. Pierwszym kierownikiem szkoły został Niemiec Alojzy Kneifel, a lekcje odbywały się po niemiecku. W 1910 roku na terenie szkoły wybudowano salę gimnastyczną projektu Emila i Georga Zillmannów. Podczas I wojny światowej sala ta służyła jako szpital dla żołnierzy. Podczas powstań śląskich w szkole zorganizowano dla powstańców szpital, kuchnię i tereny ćwiczebne.
W 1922 roku szkole nadano patronat Juliusza Słowackiego. Następnie w szkole zorganizowano takie inicjatywy, jak utworzenie Koła Literackiego, utworzenie koła Towarzystwa Gimnastycznego „Sokół”, powołanie Męskiej Drużyny Harcerskiej im. Bolesława Chrobrego oraz założenie w 1927 roku ogrodu. Na przełomie lat 20. i 30. szkoła została przekształcona w szkołę żeńską.
Podczas II wojny światowej szkoła została przemianowana na Volksschule 22 Kattowittz, jednak kwestia uczęszczania dzieci do niej w tym okresie jest sporna. 
Po zakończeniu wojny, od 28 stycznia 1946 roku, opiekę nad szkołą objęła Fabryka Sprzętu i Narzędzi Górniczych „Moj”. W czerwcu 1946 roku w szkole założono bibliotekę, liczącą początkowo 302 pozycje. We wrześniu 1952 roku powstało Koło Dramatyczne, które dwukrotnie (1953, 1955) wystawiało przedstawienia w Teatrze im. Stanisława Wyspiańskiego. W 1960 roku utworzono pracownie: fizyko-chemiczną i prac ręcznych oraz gabinet dentystyczny, ponadto szkoła została pomalowana. W akcje te finansowo włączyły się m.in. Katowicka Fabryka Sprzętu Górniczego i Kopalnia Węgla Kamiennego „Kleofas”. W 1962 roku patronem szkoły został Anastazy Kowalczyk. 28 stycznia 1967 roku szkoła, jako pierwsza w Katowicach, otrzymała sztandar, którego fundatorem była Katowicka Fabryka Sprzętu Górniczego i Komitet Rodzicielski. Po likwidacji Szkoły Podstawowej nr 21 w 1972 roku jej kadra oraz uczniowie zostali przeniesieni do Szkoły Podstawowej nr 22, w efekcie czego 1 września 1973 roku w szkole pobierało naukę 711 dzieci w 21 oddziałach. Do budynku zamkniętej szkoły zostały przeniesione: biblioteka, czytelnia, gabinet lekarski, pracownia ZPT oraz sale klas I–IV, z których to pomieszczeń korzystano do 1984 roku.
Po przemianach systemowych w Polsce, decyzją Kuratorium Oświaty w Katowicach 31 sierpnia 1990 roku anulowano patronat Anastazego Kowalczyka. Od września 1991 roku rozpoczęły się przygotowania do przejęcia szkoły przez Zarząd Miasta Katowice, co sfinalizowało się 1 września 1992 roku. W następstwie tego odbył się remont szkoły. Także w 1992 roku ukazał się pierwszy numer gazetki szkolnej pod nazwą „Ekspres Szkolny”. Uchwałą Rady Miejskiej z 27 września 1993 roku na wniosek Rady Pedagogicznej szkole przywrócono patronat Juliusza Słowackiego. 3 grudnia 1993 roku zatwierdzony został pierwszy w historii szkoły statut.
Po reformie systemu oświaty z 1999 roku szkoła została sześcioletnią szkołą podstawową, w efekcie czego ubyły jej cztery oddziały. Postanowiono również zlikwidować pracownię fizyko-chemiczną. Na początku XXI wieku dokonano remontu m.in. sali gimnastycznej i biblioteki i utworzono salę komputerową. Wskutek przeniesienia zawodowej szkoły specjalnej Szkole Podstawowej nr 22 zostało przydzielone tartanowe boisko. W tym okresie zostały również wprowadzone cotygodniowe apele oraz hymn szkoły. 1 października 2008 roku otwarto przy szkole kompleks sportowo-rekreacyjny, na który składają się dwa boiska, bieżnia i plac zabaw. W kwietniu 2014 roku w szkole uczyło się 153 dzieci.

## Dyrektorzy
Opracowano na podstawie materiału źródłowego: 
| Nazwisko             | Lata      |
| -------------------- | --------- |
| Alojzy Kneifel       | 1903–1922 |
| Konrad Baron         | 1922–1924 |
| Renowicz             | 1925–1926 |
| Julian Blicharz      | 1926–1950 |
| Maria Sztuka-Moskwa  | 1949–1952 |
| Władysława Ostrowska | 1952–1955 |
| Janina Kałużna       | 1956–1959 |
| Daniel Janiszewski   | 1959–1962 |
| Leopold Ptaszyński   | 1962–1969 |
| Tadeusz Koćwin       | 1969–1977 |
| Danuta Friedel       | 1977–1986 |
| Barbara Gruszka      | 1986–2001 |
| Halina Wiencek-Kipka | 2001–2011 |
| Danuta Krawczyk      | od 2011   |

## Charakterystyka
Szkoła Podstawowa nr 22 im. Juliusza Słowackiego to jedna z jednostek organizacyjnych miasta Katowice, z siedzibą przy ulicy M. Wolskiego 3, na terenie dzielnicy Załęże. Jest ona placówką publiczną, z ośmioletnim cyklem kształcenia. 
Obwód szkoły obejmuje zachodnią część Załęża, na zachód od ulic Brackiej i F. Bocheńskiego. W 2024 roku do szkoły uczęszczało 173 uczniów, a pracowało w niej 25 nauczycieli.
Patronem placówki jest Juliusz Słowacki.

## Znani absolwenci
Opracowano na podstawie materiału źródłowego: 
- Małgorzata Krawczyk-Kuliś – doktor habilitowany nauk medycznych, hematolog, transplantolog
- Henryk Zaguła – prezydent Dąbrowy Górniczej